# Zapping
Zapping este un film românesc din 2000 regizat de Cristian Mungiu. Rolurile principale au fost interpretate de actorii Hanno Höfer, Ion Fiscuteanu, Dorel Vișan.

## Distribuție
Distribuția filmului este alcătuită din:
- Hanno Höfer — soțul
- Ion Fiscuteanu — telecomanda
- Magda Catone — soția
- Valeriu Andriuță — sergentul
- Dorel Vișan — polițistul